# Bactridine
Bactridine sind eine Gruppe von Toxinen im Gift des Dickschwanzskorpions Tityus discrepans.

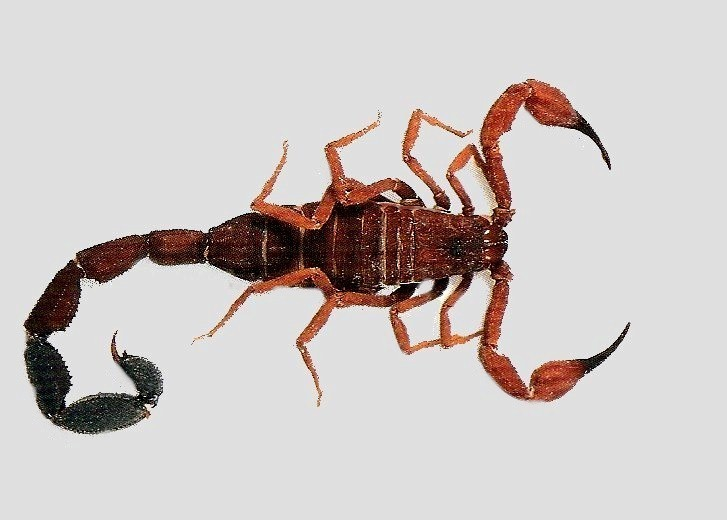
Tityus Discrepans

## Eigenschaften
Bactridine umfassen sechs Peptide. Sie binden an spannungsgesteuerte Natriumkanäle, ungewöhnlicherweise sowohl an die von Bakterien als auch von Eukaryoten. Bei Bakterien wird dadurch ein antibakterieller Effekt erzielt, während die Bactridine in Eukaryoten zur Vergiftung der Beute und zur Abwehr von Fraßfeinden dienen. Im Menschen erzeugen Bactridine ein Ödem in der Lunge.
Bactridine gehören zu den längeren Skorpiontoxinen mit vier Disulfidbrücken. Sie (Bactridine 1–6) besitzen die Molmassen 6916, 7362, 7226, 7011, 7101 und 7173 Da. Es existiert ein Antitoxin, das aus polyklonalen Antikörpern gegen die Bactridine besteht.